# 井上浩義
井上浩義（いのうえ ひろよし、1961年11月9日 - ）は、日本の化学者。慶應義塾大学医学部教授、一般財団法人いのうえ生命(いのち)の財団理事長、大学等放射線施設協議会理事、株式会社アップウェル（福岡）創業者、株式会社scio（東京）創業者、公立大学法人福岡女子大学大学院人間環境科学研究科非常勤講師などを務める。福岡県出身。
アーモンドやエゴマ油を中心とした油の研究の第一人者で、林修のテレビ番組等では「油先生」「油ドクター」と評された。テレビを通じた彼の宣伝により、2014年秋ごろから、エゴマ油が健康に良いとしてブームになり、一般スーパーから姿を消し、2015年春に至っても未だ流通は回復していない。

## 学歴
- 1980年 福岡県立福岡高等学校卒業
- 1984年 九州大学理学部化学科卒業
- 1986年 九州大学大学院理学研究科修士課程修了（化学専攻）
- 1989年 九州大学大学院理学研究科博士課程修了（化学専攻）

## 職歴
- 1989年 山口大学医学部文部教官助手（第一生理学教室）
- 1993年 MediTech International Ltd.,薬理評価部門
- 1995年 吉富製薬（現田辺三菱製薬）株式会社創薬研究所研究主任
- 1998年 久留米大学医学部専任講師（放射性同位元素施設）
- 2004年 久留米大学医学部助教授（放射性同位元素施設）
- 2005年 久留米大学医学部放射性同位元素施設長
- 2006年 大学発ベンチャー・株式会社アップウェル設立・取締役就任　現在に至る
- 2006年 久留米大学医学部教授（放射性同位元素施設）
- 2008年 慶應義塾大学医学部教授（化学教室）　現在に至る。
- 2013年 慶應義塾大学医学部放射線取扱主任者兼務　　現在に至る。
- 2015年 大学発ベンチャー・株式会社scio設立・取締役就任　　現在に至る
- 2020年 正栄食品工業株式会社社外取締役就任

## 役職
- 2003-2006	社団法人発明協会・IP（知的財産権）指導員
- 2003-2006	社団法人日本原子力産業会議・研究開発委員
- 2006-2007	文部科学省原子力セミナー・九州・沖縄地区代表世話人
- 2007		九州経済産業局・機能性食品評価に関する委員会
- 2010	財団法人日本生産性本部・原子力放射線に関する出前授業業務評価委員
- 2011	財団法人原子力安全研究協会放射線等に関する教育職員セミナー評価委員
- 2013-現在	大学等放射線施設協議会理事
- 2014-2020	放射線安全取扱部会関東支部長
- 2015	文部科学省中央教育審議会初等中等教育分科会委員
- 2019−現在　公益財団法人渡邊財団評議員　　　　等

## 学会
- 日本生理学会・評議員
- 日本薬理学会・学術評議員
- 日本抗加齢医学会・理事
- 日本化学会・正会員
- 日本アイソトープ協会・正会員
- The American Chemical Society・正会員
- 日本医学教育学会・代議員
- 日本循環器学会・正会員
- 日本酪農科学会・正会員
- 日本保健物理学会・正会員
- 日本原子力学会・正会員
- 日本フードファクター学会・正会員

## 学位
- 1989　理学博士（九州大学理博甲第450号）
- 2003　医学博士（久留米大学乙第2428号）

## 資格
- 1992　第一種放射線取扱主任者（第14855号）
- 1998　甲種化学高圧ガス製造保安責任者資格（第970948号）
- 2002　第一種作業環境測定士資格（放射線）（第011832号）

## 受賞
- 2009　第4回エネルギー教育賞特別奨励賞（社団法人日本電気協会）
- 2009　第4回ちくぎんバイオベンチャー研究開発大賞（筑邦銀行）
- 2010　平成22年度文部科学大臣表彰科学技術賞（理解増進部門）
- 2012　化学コミュニケーション賞2012（社団法人日本化学連合）
- 2020　慶應義塾大学医学部医学教育貢献賞
- 2021　日本アイソトープ協会放射線取扱部会功労表彰　　など。

## 編著

### 著書
- 「食べても痩せるアーモンドのダイエット力」小学館、東京（2013）．
- 「ここまでわかったPM2.5本当の恐怖」アーク出版、東京（2013）.
- 「アーモンドを食べるだけでみるみる若返る」扶桑社、東京（2014）．
- 韓国語版「ここまでわかったPM2.5本当の恐怖」Firforest、Seoul、South Korea（2014）．
- 「アポラクトフェリンのすべてがわかる本」アーク出版、東京（2015）．
- 「ココナッツオイル健康法」三笠出版、東京（2015）．
- 韓国語版「アーモンドを食べるだけでみるみる若返る」FANDOMBOOKS、South Korea（2015）．
- 「しなやか血管とサラサラ血液はえごま油でつくる！」アーク出版、東京（2015）.
- 「知らないと危ない毒の本」アーク出版、東京（2016）．
- 「からだによいオイル」慶應義塾大学出版会、東京（2016）．
- 「知識ゼロからの健康オイル」幻冬舎、東京（2016）．
- 「カカオでからだの劣化はとまる」世界文化社、東京（2017）．
- 「アーモンドミルクできれいに生きる」主婦と生活社（2018）.
- 台湾版「ココナッツオイル健康法」出版集団世茂（2018）.
- 「ピーナッツで長生き！」文藝春秋社（2019）．
- 点字図書「知らないと危ない毒の本」日本点字図書館（2019）.
- 改訂版「アポラクトフェリンのすべてがわかる本」アーク出版、東京（2020）．
- 「奇跡のタンパク質・アポラクトフェリン」アーク出版、東京（2023）．
- 「アルツハイマー病はタンパク質がすべて」アーク出版、東京（2025）．

### 監修
- 「最先端医療機器がよくわかる本」アーク出版、東京（2013）．
- 「LOVE NUTS」幻冬舎ルネッサンス、東京（2012）．
- 「ビューティー＆ヘルシーナッツレシピ」MOOK、マガジンハウス、東京（2012）．
- 「くるみで健康になる！」TJMOOK、宝島社、東京（2014）．
- 「アーモンドミルク完全レシピ　痩せて美肌に」世界文化社、東京（2014）．
- 「くるみ健康レシピ: オメガ3脂肪酸で脳と血管が若返る!」河出書房新社、東京（2014）．
- 「えごま油で健康になる」洋泉社、東京（2015）．
- 「太らないからだをつくる！スーパーミルク健康法」小学館、東京（2015）．
- 「1日20粒のピーナッツパワー（主婦の友生活シリーズ）」主婦の友社、東京（2017）．
- 「毎日食べたい５倍麹みそ」時事通信出版局、東京（2023）.

### 分担執筆
- 新しいリン吸着薬の展望；「腎不全とリン」鈴木正司, 秋澤忠男編, 日本メディカルセンター，東京（2003）．
- キサンチンオキシダーゼ；「酸化ストレスナビゲーター」倉林正彦，山岸昌一編，メディカルレビュー，東京（2005）．
- 放射線の基礎；「基礎医学・生物系の同位体実験」慧文社（2005）.
- Radioactive Iodine Waste Treatment using Electrodialysis with an Anion Exchange Paper Membrane. P795-803 in "Recent Advances in Multidisciplinary Applied Physics". Ed. A. Mendez-Vilas; Elsevier, Amsterdem (2006).
- 逆ミセル抽出法によるラクトフェリンの分離・精製・バイポーラー膜を用いたアポラクトフェリンの工業的製造方法；「ラクトフェリン2007」；日本医学館、東京（2007）．
- 第１章薬の基礎知識；第２章薬の分類．「ナースのための読み解く薬理学」山岸昌一編集、メディカルレビュー、東京（2009）．
- 第13章放射線保護作用．「レスベラトロールの基礎と応用」坪田一男編集、シーエムシー出版、東京（2012）．
- 第6章：インナーコスメ・食品の改善効果評価事例（保湿、キメ、色、毛穴）第8節アポラクトフェリン（ニキビ）．「皮膚の測定・評価法バイブル」；技術情報協会、東京（2013）．
- 第10章：生体と物理化学．「新しい基礎物理化学」合原眞・池田宜弘編集；三共出版、東京（2014）．
- 第Ⅱ編第1章第4項　ナッツオイルの栄養・健康と美味しさ.「油脂のおいしさと科学」山野善正編集；エヌティーエス、東京（2016）．
- 第１３節　ω3系不飽和脂肪酸とアンチエイジング．「脂質・脂肪酸関連物質の使いこなし方」石井淑夫監修；株式会社テクノシステム、東京（2020）．
- 分担執筆. 「糖尿病　自分で治す最強事典」マキノ出版、東京（2021）.
- Ⅴ.アンチエイジングと環境 '住まいのアンチエイジング'.「アンチエイジング医学の基礎と臨床（第４版）」日本抗加齢医学会認定テキスト改訂版編纂委員会編；メジカルビュー社、東京（2023）．
- Ⅰ．アンチエイジング；第２章：住環境「最新美容皮膚科学大系３」；中山書店、東京（2024）．
- 第３章機能性－栄養・味覚・生体調節機能－　Ⅲ-36　落花生の栄養と健康機能、「豆類の百科事典」；朝倉書店、東京（2024）．
- Housing and Antiaging Medicine. P635-637 in "Anti-Aging Medicine, Basic and Clinical Practice". Ed. Yamada H and Naito Y, Springer, 2025.

### 編著
- 放射線の基礎・放射線の防護・放射線滅菌・放射線照射食品；「知りたい！医療放射線」早渕尚文・井上浩義編, 慧文社，東京（2008）．
- 「改訂版放射線のABC」日本アイソトープ協会、東京（2011）。

### 冊子
- 「アポラクトフェリン」健康産業流通新聞社、東京（2008）．
- 「ふるさと文庫・アポラクトフェリン」ハート出版、東京（2010）．

### DVD監修・出演
- 「これだけは理解しておきたい！放射線業務従事者のための法令入門」丸善、東京（2014）
- 英語版「これだけは理解しておきたい！放射線業務従事者のための法令入門」丸善、東京（2014）

## テレビ・ラジオ出演
- 世界一受けたい授業（NTV；2010年10月）
- 報道特集（TBS；2011年7月）
- はなまるマーケット（TBS；2011年9月）
- あさイチ（NHK；2012年5月）
- はなまるマーケット（TBS；2012年9月）
- Love Connection（FM Tokyo；2013年9月）
- ワイドスクランブル（テレビ朝日；2013年11月）
- サイエンスキッズ（文化放送；2013年12月）
- あさイチ（NHK；2013年12月）
- ワイドスクランブル（テレビ朝日;2013年12月）
- とくダネ！（フジテレビ；2014年5月）
- 水トク！ 『あの日に帰りたい9』（TBS；2014年5月）
- 所さんの目がテン（NTV；2014年8月）
- ひるまえ ほっと（NHK首都圏；2014年9月）
- ひるまえ ほっと（NHK首都圏；2014年9月）
- 団塊スタイル（NHK Eテレ；2015年2月）
- 林修の今でしょ！講座（テレビ朝日；2015年2月）
- あさイチ（NHK；2015年3月）
- 所さんの目がテン（NTV；2015年5月）
- スーパーJチャンネル九州・沖縄（テレビ朝日系列九州沖縄；2015年6月）
- 解決スイッチ（テレビ東京；2015年6月）
- 解決スイッチ（テレビ東京；2015年6月）
- サンデースクランブル（テレビ朝日；2015年6月）
- おとなのOFF（BSジャパン；2015年6月）
- あさイチ（NHK；2015年7月）
- 主治医が見つかる診療所（テレビ東京；2015年8月）
- ニュースシブ5時（NHK首都圏；2015年8月）
- news every.（日本テレビ；2015年9月）
- おはよう日本（NHK；2015年10月）
- バイキング（フジテレビ；2015年11月）
- バイキング（フジテレビ；2015年12月）
- 駆け込みドクター（TBS；2016年1月）
- 情報まるごとキッチン（BS日テレ；2016年1月）
- みんなのニュース（フジテレビ；2016年1月）
- 新報道2001（フジテレビ；2016年2月）
- 所さんの目がテン！（日本テレビ；2016年2月）
- この差って何ですか？（TBS；2016年3月）
- 世界一の九州が始まる！（JNN九州沖縄共同制作番組；2016年3月）
- あさイチ（NHK；2016年4月）
- この差って何ですか？（TBS；2016年4月）
- あさイチ（NHK；2016年8月）
- あさイチ（NHK；2017年5月）
- あさイチ（NHK；2017年5月）
- よじごじDays（テレビ東京；2017年9月）
- あさイチ（NHK；2017年11月）
- テレビジャパンCLUB（NHK（アメリカ）；2018年2月）
- ワールドビジネスサテライト（テレビ東京；2018年6月）
- 情報ドキュメンタリー「アーモンド」（韓国JTBC；2018年7月）
- 美と若さの新常識〜カラダのヒミツ〜（NHKBS；2018年7月）
- あさイチ（NHK；2019年1月）
- 美と若さの新常識（NHK；2019年2月）
- あさイチ（NHK；2019年8月）
- ビーバップ・ハイヒール（朝日放送；2019年9月）
- 所さんの目がテン！（日本テレビ；2020年8月）
- MBCドキュプライム（韓国公共放送MBCテレビ；2022年6月）
- もしもで考える…なるほど！なっとく塾（BSフジ；2023年5月）